# Варденбург, Вильгельм Густав Фридрих
Вильгельм Густав Фридрих Варденбург (нем. Wilhelm Gustav Friedrich Wardenburg, 1781—1838) — ольденбургский генерал-майор, коллекционер, исследователь и военный историк. Во время Освободительной войны против Франции отвечал за создание вооруженных сил герцогства Ольденбург, позднее за создание контингента ольденбургских войск в вооруженных силах Германского союза.

## Биография

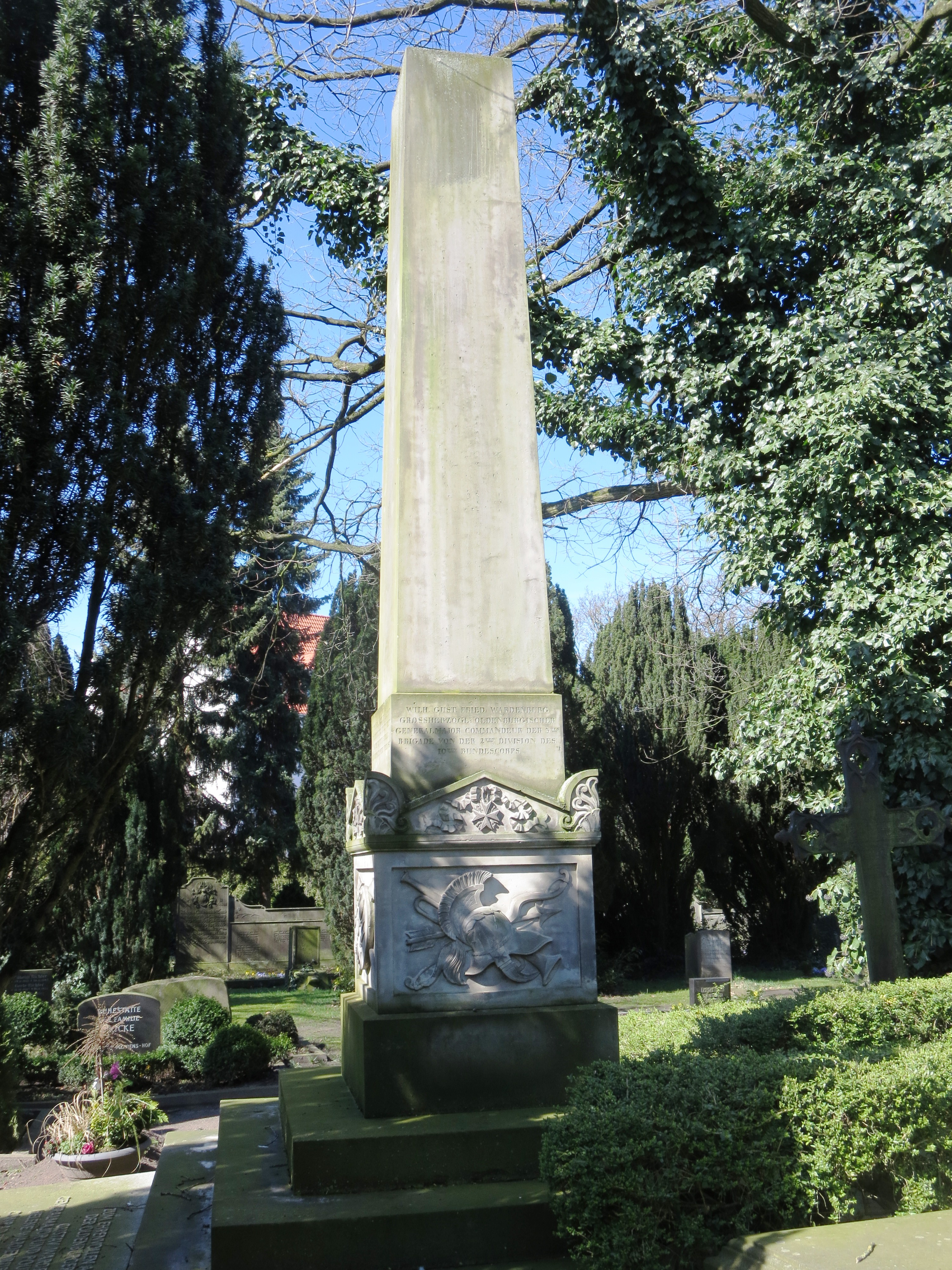
Колонна на могиле Варденбурга, Ольденбург

Он был сыном пастора Адама Левина Варденбурга и его второй жены Геше Магдалины, урожденной Омстеде. После обучения у частного репетитора Варденбург с 1795 года посещал гимназию Ольденбурга, но покинул школу всего через два года, чтобы поступить на службу в небольшую гвардейскую роту Ольденбурга.
В 1799 году он покинул роту в чине прапорщика и безуспешно пытался вступить в армию А. В. Суворова на севере Италии. Варденбург вступил в австрийскую армию, был ранен во время кампании в северной Италии и в 1800 году был произведён в лейтенанты.
После Люневильского мира он прибыл со своим полком в Богемию и оставался там до 1805 года. При посредничестве принца Петра Фридриха Людвига Ольденбургского ему удалось поступить на службу в русскую армию. Он был принят лейтенантом в Азовский мушкетерский полк. С полком участвовал в войне третьей коалиции (Шёнграбен, Аустерлицем), в войне четвёртой коалиции (Гейльсберг, Фридланд, Прейсиш-Эйлау) и Русско-шведская война (1808—1809), несколько раз был ранен.
В 1810 году Варденбург был назначен адъютантом принца Петра Фридриха Георга Ольденбургского, который был женат на  великой княгине Екатерине Павловне и назначен генерал-губернатором Тверской, Ярославской и Новгородской губерний.
В 1812 году Варденбург был произведён в поручики и с началом Отечественной войны 1812 года был переведён в штаб русского главнокомандующего. За отличие в сражениях был произведён в штабс-капитаны.
В 1813 году он присоединился к Русско-германскому легиону, организованному принцем Петром Фридрихом Людвигом Ольденбургским, и в мае 1813 года был произведён в подполковники, а в январе 1814 года - полковники.
В августе 1814 года Варденбург поступил полковником на ольденбургскую военную службу, создал Ольденбургский пехотный полк, с которым в 1814-1815 годах участвовал в кампании против Наполеона.
Вернувшись в Ольденбург, Варденбург начал систематически создавать современные профессиональные вооруженные силы. Прежде всего это включало создание военного училища с военной библиотекой (Военная библиотека великого герцога Ольденбургского) для обучения унтерофицеров и офицеров и строительство пехотных казарм. Планы Варденбурга неоднократно ограничивались строгой бережливостью принца Петра Фридриха Людвига Ольденбургского.
С восшествием великого герцога Пауля Фридриха Августа Ольденбургского на престол в 1829 году, в военной системе Ольденбурга начался новый этап, поскольку новый правитель очень интересовался военной системой. 31 декабря того же года Варденбург был произведен в генерал-майоры.
В 1834 году было заключено военное соглашение между великим княжеством Ольденбург и ганзейскими городами Гамбургом, Любеком и Бременом в соответствии с федеральной военной конституцией 1820/21 года. Bз воинских контингентов всех четырех сторон соглашения была сформирована Ольденбургско-Ганзейская бригада. Ольденбургская полубригада состояла из двух пехотных полков, созданных Варденбургом, и артиллерийской части. Варденбург стал первым командиром бригады, которой руководил до своей смерти 29 мая 1838 года.
Помимо военной деятельности, Варденбург также был исследователем и военным историком. Например, его коллекция находок из старых укреплений легла в основу Великокняжеской коллекции древностей и Музея естественной истории и предыстории (ныне Государственный музей природы и человека). Он написал несколько исследований по военной истории, в том числе об участии  Ольденбургского пехотного полка в кампании против Франции в 1815 году.
В память о Варденбурге в Ольденбурге была названа улица Варденбург-штрассе.

## Награды
Российской империи:
- Крест «За победу при Прейсиш-Эйлау» (1807)
- Орден Святого Владимира 4-й степени с бантом
- Орден Святой Анны 2-й степени (27 апреля 1814)[1]
- Серебряная медаль «В память Отечественной войны 1812 года» (1813)
- Медаль «За взятие Парижа» (1814)

Других государств:
- Орден «Pour le Mérite» (2 октября 1815, королевство Пруссия)[2]
- Памятная военная медаль за кампанию 1815 года (нем. Kriegsdenkmünze für den Feldzug 1815 (1816), великое герцогство Ольденбург)

## Семья
В 1816 году он женился на Элене Элизабете Вильгельмине Гегелер (1792–1872). Брак был бездетным.